# Premiership Rugby 2004-05
La Liga de Inglaterra de Rugby 15 2004-05, más conocido como Zurich Premiership 2004-05 (por razones comerciales) fue la decimoctava edición del torneo más importante de rugby de Inglaterra.

## Formato
El torneo se disputó en dos etapas, la primera una fase regular en donde cada equipo se enfrentó en condición de local y de visitante a cada uno de sus rivales, posteriormente los tres mejores equipos clasificaron a la postemporada, en donde el 2° y 3° puesto se enfrentaron en semifinales y el ganador se enfrentó en la gran final al primer clasificado de la fase regular.
El último clasificado de la fase regular descendió al RFU Championship.

## Desarrollo

### Fase regular
| Pos. | Equipo             | Encuentros | Encuentros | Encuentros | Encuentros | Tantos | Tantos | Tantos | PB | PB | Puntos |
| Pos. | Equipo             | PJ         | PG         | PE         | PP         | F      | C      | Dif    | BO | BD | Puntos |
| ---- | ------------------ | ---------- | ---------- | ---------- | ---------- | ------ | ------ | ------ | -- | -- | ------ |
| 1.º  | Leicester Tigers   | 22         | 15         | 3          | 4          | 665    | 323    | +342   | 9  | 3  | 78     |
| 2.º  | London Wasps       | 22         | 15         | 1          | 6          | 561    | 442    | +119   | 6  | 5  | 73     |
| 3.º  | Sale Sharks        | 22         | 13         | 0          | 9          | 513    | 442    | +71    | 4  | 4  | 60     |
| 4.º  | Bath               | 22         | 12         | 2          | 8          | 407    | 366    | +41    | 1  | 5  | 58     |
| 5.º  | Saracens           | 22         | 12         | 2          | 8          | 384    | 428    | -44    | 3  | 2  | 57     |
| 6.º  | Gloucester         | 22         | 10         | 1          | 11         | 407    | 487    | -80    | 3  | 2  | 47     |
| 7.º  | Newcastle Falcons  | 22         | 9          | 2          | 11         | 475    | 596    | -121   | 3  | 4  | 47     |
| 8.º  | Leeds Tykes        | 22         | 9          | 0          | 13         | 380    | 431    | -51    | 1  | 6  | 43     |
| 9.º  | Worcester Warriors | 22         | 9          | 0          | 13         | 365    | 493    | -128   | 1  | 5  | 42     |
| 10.º | London Irish       | 22         | 8          | 0          | 14         | 378    | 421    | -43    | 1  | 7  | 40     |
| 11.º | Northampton Saints | 22         | 8          | 0          | 14         | 410    | 473    | -63    | 2  | 6  | 40     |
| 12.º | Harlequins         | 22         | 6          | 1          | 15         | 416    | 459    | -43    | 3  | 9  | 38     |

|  | Postemporada.                   |
|  | Descendido al RFU Championship. |

### Postemporada

#### Semifinal
| 7 de mayo de 2005 | London Wasps | 43 - 22 | Sale Sharks |  |  |

#### Final
| 14 de mayo de 2005 | Leicester Tigers | 14 - 39 | London Wasps |  |  |

| Bandera de Inglaterra |
| Campeón London Wasps  |
| Quinto título         |